# NGC 2
NGC 2 je spirální galaxie vzdálená od nás zhruba 314 milionů světelných let v souhvězdí Pegase. Objevil ji Lawrence Parsons 20. srpna 1873 se svým reflektorem o průměru 72 palců (182,9 cm). Popsal ji jako velmi slabou, malou a nacházející se jižně 1,8 úhlových minut   od NGC 1. Galaxie má zdánlivou hvězdnou velikost 14,2.
NGC 2 má průměr 115 tisíc světelných let, má 3–5krát větší světelnost než Mléčná dráha, protože je poměrně kompaktní galaxií. Nejbližší galaxie k NGC 2 je AGC 102559 je vzdálenosti 1,8 miliónu světelných let, a má průměr 60 tisíc světelných let. 
Tyto dvě galaxie velice pravděpodobně nejsou gravitačně propojeny, protože NGC 1 je mnohem blíže k Zemi. 